# والتر تل
والتر تل (بالإنجليزية: Walter Till) عاش في الفترة (1894 - 1963) هو صاحب أهم مرجع عن قواعد اللغة القبطية باللهجة الصعيدية والمشرف على رسالة الدكتوراه للطالب وهيب عطا الله (الأنبا غوريغوريوس).
يمثل عالم اللغة القبطية النمساوي الأصل والتر أهمية كبيرة في تاريخ الدراسات القبطية بصفة عامة؛ واللغة القبطية منها بصفة خاصة نظرا لما يمثله كتابه عن قواعد اللغة القبطية أهمية كبيرة مازال محتفظا بها حتى الآن بالرغم من مرور أكثر من 64 سنة على صدوره حيث صدرت طبعته الأولى سنة 1955.

## حياته
أسمه بالكامل هو والتر كورت ثيودور كارل اليوس تل، ولد في الثاني والعشرين من فبراير 1894 بإحدى المدن النمساوية، وتدرج في مراحل التعليم المختلفة، ولقد درس في البداية علم الاقتصاد خلال الفترة من (1913- 1916) بإحدى الجامعات النمساوية، وبداية من سنة 1917 ومن خلال تأثره بعالم المصريات النمساوي الكبير هيرمان يونكر (1877-1962) حول إلى دراسة علوم المصريات، وبالفعل درس هذا العلم في جامعة فيينا وتخرج منها سنة 1920، وحصل بعدها على درجة الدكتوراه وكان موضوع رسالته للدكتوراه هي الضمائر الشخصية في اللغات المصرية والسامية.

## وظائفه
ولتأمين مستقبله عمل مدرسا بإحدى المؤسسات النمساوية، وخلال عامي (1930–1931) عمل باحثا في إحدى المؤسسات الألمانية المعنية بالآثار، وفي سنة 1931 أنتدب للعمل في المكتبة الوطنية النمساوية قسم البرديات ، وفي سنة 1937 أصبح رئيسا للقسم. وفي سنة 1939 أنتقل للعمل كأستاذ لعلوم المصريات في جامعة فيينا؛ وجاءته الفرصة لزيارة مصر حيث عمل أستاذا زائر في جامعة القاهرة؛ وانتقل بعدها للعمل في جامعة مانشستر بإنجلترا خلال الفترة من (1951- 1959) حيث عمل محاضرا في اللغة القبطية بها. ولقد أصبح والتر عضوا فعالاً في الأكاديمية النمساوية للعلوم، وأيضا الأكاديمية الألمانية للعلوم في برلين؛ وبالإضافة إلى كتبه وأبحاثه في اللغة القبطية. أهتم دكتور تل أيضا بالتاريخ الثقافي والقانوني، وبعد نهاية الحرب العالمية الثانية أصبحت الغنوسية هي لها الأولية في كل دراساته وأبحاثه. ولقد أستمر في العمل والكتابة والبحث في مجال القبطيات حتى توفي في 3 سبتمبر 1963 عن عمر يناهز 69 عاما تقريبا، ولقد تبرع بجزء من مكتبته الشخصية لمكتبة جمعية الآثار القبطية.

## أعماله
ولقد أثري البروفيسر والتر المكتبة القبطية بالعديد من الكتب والمراجع القيمة، لعل من أهمها كتاب قواعد اللغة القبطية 1955، ولقد قال عنه الأب أثناسيوس المقاري أنه أهم مرجع عن قواعد اللهجة القبطية الصعيدية (أثناسيوس المقاري: اللغة القبطية ومخطوطاتها وفهارسها وقواميسها ولهجاتها).
ولقد قامت مجلة جمعية الآثار القبطية بعمل عرض ومراجعة الكتب في عددها الصادر عام 1963 لكتاب قواعد اللغة القبطية، كما قام الأستاذ مريت غالي بعرض السيرة الذاتية له باللغة الفرنسية، كما نشر وحقق أيضا العديد والعديد من النصوص القبطية خصوصا في مجالات نصوص الابوكريفا، والقانونية للكتب المقدسة، كما نشر وحقق سير الشهداء والقديسين ونصوص العظات وكتابات المسيحين والوثائق القانونية.
من ضمن المخطوطات القبطية التي قام بتحقيقها ماذكره الأستاذ لطيف شاكر في مقالة له بعنوان «الإنتاج العلمي للأقباط» منشورة على الإنترنت بتاريخ 17 سبتمبر 2016، حيث ذكر فيها أن الدكتور تل قام بنشر بحث في العقاقير الطبية القبطية يبين فيه مدي تقدم الأقباط في علوم الصيدلة والكيمياء والطب، كما ذكر الكتاب الصادر عن دير الشهيد العظيم الأمير تادرس للراهبات بحارة الروم بعنوان «السيرة الكاملة لحياة القديس أبو نفر السائح»، أن العالِم والتر تل قد قام بنشر وتحقيق مخطوطة عن حياة القديس أبو نفر السائح موجودة في المكتبة الوطنية بفيينا وترجع للقرن السادس الميلادي، ولقد تم نشر المخطوطة خلال الفترة التي كان فيها البروفيسر والتر يعمل في المكتبة الوطنية بفيينا عام 1935 (راهبات دير الأمير تادرس بحارة الروم: السيرة الكاملة لحياة القديس أبو نفر السائح؛ 2014؛ المقدمة). ولقد ذكر الأستاذ الدكتور عزيز سوريال عطية أنه صدرت قائمة كاملة بأعمال الدكتور والتر موجودة في البيبلروجرافيا القبطية، قام بها كاميرر. كما أرتبط العالِم الكبير بعلاقات صداقة قوية مع كل عالِم اللغة الديموطيقية المصري الدكتور جرجس متّي (1905- 1967) وعالِم القبطيات وأمين مكتبة المتحف القبطي الأستاذ عيسى عبد المسيح (1898- 1959).